# イオンモール北戸田
イオンモール北戸田（イオンモールきたとだ）は、埼玉県戸田市に所在し、イオンリテール株式会社が開発、イオンモール株式会社が運営を行っているモール型ショッピングセンター。美女木ショッピングセンター（びじょぎショッピングセンター）跡地に建つ。

## 沿革
- 1989年（平成元年）12月7日 - 美女木ショッピングセンター（旧・ジャスコ北戸田店）開店。
- 2004年（平成16年）
  - 1月12日 - 旧・ジャスコ北戸田店閉店。
  - 11月17日 - イオン北戸田ショッピングセンター（新・ジャスコ北戸田店）グランドオープン。
- 2011年（平成23年）
  - 3月1日 - 核店舗のジャスコ北戸田店が「イオン北戸田店」に改称。
  - 11月21日 - 「イオンモール北戸田」に改称[3]。
- 2013年（平成25年）
  - 11月1日 - 管理・運営がイオンモール株式会社に移管。
- 2015年（平成27年）
  - 10月9日 - 核店舗のイオン北戸田を｢イオンスタイル北戸田｣へとリニューアルをして変更

## 新旧施設の比較
|              | 旧施設        | 新施設         |
| 開業日       | 1989年12月7日 | 2004年11月17日 |
| 敷地面積     | 23,700m2      | 50,460m2       |
| 延床面積     | 59,200m2      | 119,193m2      |
| 商業施設面積 | 25,887m2      | 60,375m2       |
| 専門店数     | 80店          | 141店          |
| 駐車台数     | 1,100台       | 2,534台        |

## 主なテナント
核店舗のイオンスタイル北戸田のほか、約140の専門店テナントが出店している。
出店テナント全店の一覧・詳細情報は公式サイト「ショップリスト」を、営業時間およびATMを設置する金融機関の詳細は公式サイト「営業時間のご案内」を参照。

## アクセス
JR東北本線（埼京線）北戸田駅から徒歩10分。また、さいたま市の京浜東北線南浦和駅西口から国際興業バスにより当モールまでの路線バスが運行されている。
このほか、北戸田駅西口から戸田市コミュニティバス『toco』美笹循環で当モール近隣の「14.美女木東一丁目」停留所下車でもアクセス可能。
なお、戸田公園駅 (戸田駅経由) や武蔵浦和駅から、土休日限定でイオン北戸田まで無料シャトルバスが出ていたが2023年6月25日を持って運行を終了した。
詳しくは公式サイト「バスのご案内」を参照。

## 周辺施設
- 戸田東インターチェンジ
- 東京外環自動車道
- 国道298号
- 北戸田駅
- 戸田市立美女木小学校
- 戸田市立笹目中学校
- 埼玉県立南稜高等学校
- さいたま市立浦和南高等学校
- 美女木ジャンクション
- 新大宮バイパス（国道17号）
- 首都高速5号池袋線
- 首都高速埼玉大宮線
- 幸魂大橋
- 日本銀行戸田分館
- ジョイフーズ北戸田店
- 戸田市立芦原小学校
- スポーツクラブ ルネサンス
- オーケー北戸田店
- イオンわくわく通り（戸田市道第5003号線） - イオンモール北戸田駐車場南側を東西に延びる市道で、戸田市から10年契約・610万円で命名権を買収し名付けた[4]。